# Liste des tours Chappe de la ligne Paris - Toulon
Pour un article plus général, voir Télégraphe Chappe.
| Sur tour ronde | Sur tour carrée | Clocher | Sur tour forme pyramidale |
| -------------- | --------------- | ------- | ------------------------- |
| ●              | ■               | ◬       | ▲                         |

## Secteur Paris - Dijon
| Tour                    | Forme | Commune                   | Département    | État                       | Coordonnées                      | Remarques                                      |
| ----------------------- | ----- | ------------------------- | -------------- | -------------------------- | -------------------------------- | ---------------------------------------------- |
| Tour central            | ■     | 7e arrondissement         | Paris          |                            | 48° 51′ 24″ nord, 2° 19′ 07″ est | no 103 rue de Grenelle                         |
| St. Sulpice             | ◬     | 6e arrondissement         | Paris          |                            | 48° 51′ 03″ N, 2° 20′ 03″ E      | Église Saint-Sulpice de Paris                  |
| Villejuif               | ■     | Villejuif                 | Val-de-Marne   |                            | 48° 47′ 47″ N, 2° 22′ 11″ E      |                                                |
| Athis-Mons              | ▲     | Athis-Mons                | Essonne        |                            | 48° 42′ 42″ N, 2° 22′ 54″ E      |                                                |
| Fleury-Mérogis          | ■     | Fleury-Mérogis            | Essonne        |                            | 48° 37′ 36″ N, 2° 22′ 06″ E      |                                                |
| Vert-le-Grand           | ●     | Vert-le-Grand             | Essonne        |                            | 48° 34′ 39″ N, 2° 22′ 44″ E      |                                                |
| Champcueil              | ■     | Champcueil                | Essonne        |                            | 48° 30′ 04″ N, 2° 28′ 07″ E      |                                                |
| Fleury-en-Bière         | ■     | Fleury-en-Bière           | Seine-et-Marne |                            | 48° 26′ 53″ N, 2° 30′ 48″ E      |                                                |
| Noisy-sur-École         | ■     | Noisy-sur-École           | Seine-et-Marne |                            | 48° 23′ 41″ N, 2° 32′ 48″ E      |                                                |
| La Chapelle-la-Reine    | ■     | La Chapelle-la-Reine      | Seine-et-Marne |                            | 48° 19′ 13″ N, 2° 34′ 54″ E      |                                                |
| Saint-Pierre            | ■     | Saint-Pierre-lès-Nemours  | Seine-et-Marne |                            | 48° 15′ 40″ N, 2° 38′ 58″ E      |                                                |
| Bougligny               | ■     | Bougligny                 | Seine-et-Marne |                            | 48° 12′ 09″ N, 2° 40′ 31″ E      |                                                |
| Château-Landon          | ■     | Château-Landon            | Seine-et-Marne |                            | 48° 09′ 00″ N, 2° 41′ 36″ E      |                                                |
| Girolles                | ◬     | Girolles                  | Loiret         |                            |                                  |                                                |
| Amilly                  | ◬     | Amilly                    | Loiret         |                            |                                  |                                                |
| Château-Renard          | ■     | Château-Renard            | Loiret         | Détruit                    | 47° 55′ 17″ N, 2° 54′ 08″ E      |                                                |
| Douchy                  | ■     | Douchy-Montcorbon         | Loiret         |                            | 47° 56′ 30″ N, 3° 04′ 34″ E      |                                                |
| Chevillon               | ■     | Chevillon                 | Yonne          |                            |                                  |                                                |
| Villiers-sur-Tholon     | ■     | Villiers-sur-Tholon       | Yonne          |                            | 47° 53′ 54″ N, 3° 17′ 55″ E      |                                                |
| Fleury                  | ■     | Fleury-la-Vallée          | Yonne          |                            | 47° 51′ 45″ N, 3° 27′ 27″ E      |                                                |
| Saint-Georges           | ■     | Saint-Georges-sur-Baulche | Yonne          |                            | 47° 48′ 08″ N, 3° 32′ 55″ E      |                                                |
| Quenne                  | ◬     | Quenne                    | Yonne          |                            | 47° 46′ 00″ N, 3° 39′ 15″ E      |                                                |
| Saint-Cyr-les-Colons    | ■     | Saint-Cyr-les-Colons      | Yonne          |                            | 47° 43′ 56″ N, 3° 43′ 53″ E      |                                                |
| Sacy                    | ■     | Sacy                      | Yonne          |                            | 47° 41′ 10″ N, 3° 48′ 40″ E      |                                                |
| Massangis               | ■     | Massangis                 | Yonne          |                            | 47° 38′ 11″ N, 3° 56′ 33″ E      |                                                |
| Annoux                  | ■     | Annoux                    | Yonne          | Restaurée et fonctionnelle | 47° 36′ 41″ nord, 4° 03′ 02″ est |                                                |
| Blacy [réf. nécessaire] | ■     | Blacy                     | Yonne          | Ruines visibles en 2020    | [réf. nécessaire]                |                                                |
| Pisy                    | ■     | Pisy                      | Yonne          |                            | 47° 33′ 35″ N, 4° 08′ 57″ E      |                                                |
| Bard                    | ■     | Corsaint                  | Côte-d'Or      |                            | 47° 32′ 26″ N, 4° 12′ 53″ E      |                                                |
| Charigny                | ■     | Charigny                  | Côte-d'Or      |                            |                                  |                                                |
| Sainte-Colombe          | ■     | Sainte-Colombe-en-Auxois  | Côte-d'Or      |                            |                                  |                                                |
| Saffres                 | ●     | Saffres                   | Côte-d'Or      |                            | 47° 22′ 36″ N, 4° 35′ 06″ E      |                                                |
| La Chaleur              | ●     | Vieilmoulin               | Côte-d'Or      |                            | 47° 19′ 13″ N, 4° 40′ 24″ E      |                                                |
| Remilly                 | ●     | Remilly-en-Montagne       | Côte-d'Or      |                            | 47° 17′ 52″ N, 4° 44′ 44″ E      |                                                |
| La Cude                 | ●     | Velars-sur-Ouche          | Côte-d'Or      |                            | 47° 18′ 12″ N, 4° 54′ 01″ E      | Près de l'actuel monument à Notre-Dame d'Étang |
| Bel Air                 | ●     | Fort de la Motte-Giron    | Côte-d'Or      |                            | 47° 18′ 54″ N, 4° 59′ 07″ E      | 2 stations de télégraphe                       |
| Tour Philippe le Bon    | ●     | Dijon                     | Côte-d'Or      |                            | 47° 19′ 18″ N, 5° 02′ 29″ E      |                                                |

### Secteur Massangis - Tonnerre
| Tour         | Forme | Commune      | Département | État | Coordonnées                 | Remarques |
| ------------ | ----- | ------------ | ----------- | ---- | --------------------------- | --------- |
| Massangis    | ■     | Massangis    | Yonne       |      | 47° 38′ 11″ N, 3° 56′ 33″ E |           |
| Sainte-Vertu | ■     | Sainte-Vertu | Yonne       |      |                             |           |
| Yrouerre     | ■     | Yrouerre     | Yonne       |      |                             |           |
| Tonnerre     | ■     | Tonnerre     | Yonne       |      |                             |           |

## Secteur Dijon - Besançon
| Tour                 | Forme | Commune                   | Département | État | Coordonnées                 | Remarques |
| -------------------- | ----- | ------------------------- | ----------- | ---- | --------------------------- | --------- |
| Tour Philippe le Bon | ●     | Dijon                     | Côte-d'Or   |      | 47° 19′ 18″ N, 5° 02′ 29″ E |           |
| Saint-Apollinaire    | ■     | Saint-Apollinaire         | Côte-d'Or   |      |                             |           |
| Arc-sur-Tille        | ■     | Arc-sur-Tille             | Côte-d'Or   |      |                             |           |
| Belleneuve           | ■     | Belleneuve                | Côte-d'Or   |      | 47° 22′ 06″ N, 5° 16′ 14″ E |           |
| Maxilly              | ■     | Maxilly-sur-Saône         | Côte-d'Or   |      | 47° 19′ 51″ N, 5° 24′ 27″ E |           |
| Montseugny           | ■     | Broye-Aubigney-Montseugny | Haute-Saône |      |                             |           |
| Chaumercenne         | ■     | Chaumercenne              | Haute-Saône |      |                             |           |
| Courchapon           | ■     | Courchapon                | Doubs       |      |                             |           |
| Audeux               | ■     | Audeux                    | Doubs       |      |                             |           |
| Montboucons          | ■     | Besançon                  | Doubs       |      | 47° 15′ 06″ N, 5° 58′ 32″ E |           |
| Église Saint-Pierre  | ◬     | Besançon                  | Doubs       |      | 47° 14′ 18″ N, 6° 01′ 29″ E |           |

## Secteur Dijon - Lyon
| Tour                  | Forme | Commune                      | Département    | État                       | Coordonnées                      | Remarques                         |
| --------------------- | ----- | ---------------------------- | -------------- | -------------------------- | -------------------------------- | --------------------------------- |
| Tour Philippe le Bon  | ●     | Dijon                        | Côte-d'Or      |                            | 47° 19′ 18″ N, 5° 02′ 29″ E      |                                   |
| Bel Air               | ●     | Fort de la Motte-Giron       | Côte-d'Or      |                            | 47° 18′ 52″ N, 4° 59′ 09″ E      | 2 stations de télégraphe          |
| Flavignerot           | ●     | Flavignerot                  | Côte-d'Or      |                            | 47° 16′ 13″ N, 4° 55′ 58″ E      |                                   |
| Concœur               | ●     | Concœur-et-Corboin           | Côte-d'Or      |                            | 47° 10′ 31″ N, 4° 54′ 35″ E      | Télégraphe de Mantuan             |
| Savigny               | ●     | Savigny-lès-Beaune           | Côte-d'Or      |                            | 47°06'54.1"N 4°47'45.5"E         |                                   |
| Bessey                | ●     | Bessey-en-Chaume             | Côte-d'Or      |                            | 47°04'50.5"N 4°44'29.9"E         |                                   |
| Santosse              | ●     | Santosse                     | Côte-d'Or      |                            | 46° 59′ 52″ N, 4° 39′ 06″ E      |                                   |
| Saint-Sernin-du-Plain | ■     | Saint-Sernin-du-Plain        | Saône-et-Loire |                            | 46° 54′ 14″ N, 4° 36′ 53″ E      |                                   |
| Châtel-Moron          | ■     | Châtel-Moron                 | Saône-et-Loire |                            | 46° 47′ 42″ N, 4° 38′ 37″ E      |                                   |
| Marcilly-lès-Buxy     | ●     | Marcilly-lès-Buxy            | Saône-et-Loire |                            | 46° 43′ 55″ N, 4° 34′ 17″ E      |                                   |
| Collonges             | ■     | Collonge-en-Charollais       | Saône-et-Loire | Détruit                    | 46° 39′ 19″ N, 4° 31′ 56″ E      |                                   |
| Mary                  | ▲     | Mary                         | Saône-et-Loire |                            | 46° 36′ 45″ N, 4° 30′ 55″ E      |                                   |
| Chevagny-sur-Guye     | ■     | Le Rousset                   | Saône-et-Loire |                            | 46° 32′ 56″ N, 4° 28′ 48″ E      |                                   |
| Saint-Colombe         | ■     | Saint-Martin-de-Salencey     | Saône-et-Loire |                            | 46° 30′ 04″ N, 4° 29′ 09″ E      |                                   |
| Château               | ■     | Château                      | Saône-et-Loire |                            | 46° 25′ 37″ N, 4° 35′ 09″ E      |                                   |
| Sologny               | ▲     | Sologny                      | Saône-et-Loire |                            | 46° 21′ 55″ N, 4° 39′ 45″ E      |                                   |
| La Grange du Bois     | ▲     | Cenves                       | Rhône          |                            | 46° 17′ 10″ N, 4° 41′ 34″ E      |                                   |
| Pruzilly              | ●     | Pruzilly                     | Saône-et-Loire |                            | 46° 15′ 51″ N, 4° 41′ 22″ E      |                                   |
| Chiroubles            | ■     | Chiroubles                   | Rhône          |                            | 46° 11′ 32″ N, 4° 38′ 16″ E      |                                   |
| Quincié               | ■     | Quincié-en-Beaujolais        | Rhône          |                            |                                  |                                   |
| Marchampt             | ▲     | Marchampt                    | Rhône          |                            | 46° 05′ 16″ N, 4° 34′ 31″ E      |                                   |
| Montmelas             | ▲     | Cogny                        | Rhône          |                            | 45° 59′ 32″ N, 4° 37′ 41″ E      |                                   |
| Theizé                | ●     | Theizé                       | Rhône          |                            | 45°56'40.7"N 4°36'42.6"E         |                                   |
| Marcy                 | ■     | Marcy                        | Rhône          | Restaurée et fonctionnelle | 45° 54′ 47″ nord, 4° 41′ 01″ est | Inscrit aux Monuments Historiques |
| Dardilly              | ■     | Dardilly                     | Rhône          |                            |                                  |                                   |
| Écully                | ●     | Écully                       | Rhône          |                            |                                  |                                   |
| Saint-Just No 1       | ?     | Saint-Just, quartier de Lyon | Rhône          |                            |                                  |                                   |
| Lyon préfecture       | ?     | Lyon                         | Rhône          |                            |                                  |                                   |

### Secteur Mary - Chalon-sur-Saône
| Tour                   | Forme | Commune                | Département    | État | Coordonnées                 | Remarques                                                      |
| ---------------------- | ----- | ---------------------- | -------------- | ---- | --------------------------- | -------------------------------------------------------------- |
| Mary                   | ▲     | Mary                   | Saône-et-Loire |      | 46° 36′ 45″ N, 4° 30′ 55″ E |                                                                |
| Saint-Martin-du-Tartre | ■     | Saint-Martin-du-Tartre | Saône-et-Loire |      |                             |                                                                |
| Montagne-de-Buxy       | ●     | Montagny-lès-Buxy      | Saône-et-Loire |      |                             |                                                                |
| Montagne-de-Givry      | ●     | Givry                  | Saône-et-Loire |      |                             |                                                                |
| Châtenoy-le-Royal      | ●     | Châtenoy-le-Royal      | Saône-et-Loire |      |                             |                                                                |
| Chalon-sur-Saône       | ●     | Chalon-sur-Saône       | Saône-et-Loire |      |                             | Implantée dans la « maison Belleville », rue de la Colombière. |

## Secteur Lyon - Venise[5]

### Tours de Secteur Lyon - Venise en France
| Tour                     | Forme | Commune                   | Département | État                               | Coordonnées                      | Remarques |
| ------------------------ | ----- | ------------------------- | ----------- | ---------------------------------- | -------------------------------- | --- |
| Lyon préfecture          | ?     | Lyon                      | Rhône       |                                    |                                  | |
| Vénissieux               | ?     | Vénissieux                | Rhône       |                                    |                                  | |
| Saint Pierre-de-Chandieu | ?     | Saint-Pierre-de-Chandieu  | Rhône       |                                    |                                  | |
| Charantonnay             | ?     | Charantonnay              | Isère       |                                    |                                  | |
| Châtonnay                | ?     | Châtonnay                 | Isère       |                                    |                                  | |
| Saint Didier-de-Bizonnes | ?     | Saint-Didier-de-Bizonnes  | Isère       |                                    |                                  | |
| Colombe                  | ?     | Colombe                   | Isère       |                                    |                                  | |
| Baracuchet               | ?     | Saint-Nicolas-de-Macherin | Isère       |                                    |                                  | |
| Saint-Sulpice            | ?     | Saint-Sulpice             | Savoie      |                                    |                                  | |
| La Thuile                | ?     | La Thuile                 | Savoie      |                                    |                                  | |
| Champ-Laurent            | ?     | Champ-Laurent             | Savoie      |                                    |                                  | |
| Le Pontet                | ?     | Le Pontet                 | Savoie      | Ruines                             | 45° 32′ 39″ N, 5° 55′ 04″ E      | |
| Saint Léger              | ●     | Saint-Léger               | Savoie      | Tour ruinée                        | 45° 26′ 23″ N, 6° 14′ 38″ E      | Tour en ruine étiquetée poste optique                                                                                  |
| Montgellafrey            | ?     | Montgellafrey             | Savoie      |                                    |                                  | |
| Montvernier              | ?     | Montvernier               | Savoie      |                                    |                                  | |
| Montdenis                | ?     | Saint-Julien-Mont-Denis   | Savoie      |                                    |                                  | |
| Valloire                 | ?     | Valloire                  | Savoie      |                                    | 45° 12′ 38″ N, 6° 26′ 46″ E      | À l'emplacement de l'actuel Fort du Télégraphe.                                                                        |
| Orelle                   | ?     | Orelle                    | Savoie      |                                    |                                  | |
| Saint-André              | ?     | Saint-André               | Savoie      | Restaurée en 2010 et fonctionnelle | 45° 10′ 41″ nord, 6° 35′ 59″ est | |
| Aussois                  | ?     | Avrieux                   | Savoie      | Restaurée en 2018 et fonctionnelle | 45° 13′ 50″ nord, 6° 43′ 03″ est | Lieu dit Le Courberon, sur la commune d'Avrieux (à l'époque sur la commune d'Aussois). Accès par le village d'Aussois. |
| Sardières                | ?     | Sollières-Sardières       | Savoie      | Restaurée en 2012 et fonctionnelle | 45° 15′ 39″ nord, 6° 46′ 38″ est | Lieu-dit Le Mollard-Fleury (altitude : 2 004 m) sur la commune de Sollières-Sardières. Accès par le village d'Aussois. |
| Termignon                | ?     | Termignon                 | Savoie      |                                    | 45° 17′ 53″ nord, 6° 50′ 23″ est | |
| Lanslebourg 1            | ?     | Lanslebourg-Mont-Cenis    | Savoie      |                                    | 45° 15′ 42″ nord, 6° 54′ 40″ est | |
| Lanslebourg 2            | ?     | Lanslebourg-Mont-Cenis    | Savoie      |                                    | 45° 12′ 37″ nord, 6° 58′ 30″ est | |

### Tours de Secteur Lyon - Venise en Italie
| Tour                        | Forme | Commune               | Département                   | État | Coordonnées                 | Remarques                                                      |
| --------------------------- | ----- | --------------------- | ----------------------------- | ---- | --------------------------- | -------------------------------------------------------------- |
| Mompantero 1                | ?     | Monpantier            | Ville métropolitaine de Turin |      | Italie                      |                                                                |
| Mompantero 2                | ?     | Monpantier            | Ville métropolitaine de Turin |      |                             |                                                                |
| Frassinere                  | ?     |                       |                               |      |                             |                                                                |
| San-Michele                 | ?     |                       |                               |      |                             |                                                                |
| Buttigliera                 | ?     | Butière-Haute         | Ville métropolitaine de Turin |      |                             |                                                                |
| Rivoli                      | ?     | Rivoli                | Ville métropolitaine de Turin |      |                             |                                                                |
| Grugliasco                  | ?     | Grugliasco            | Ville métropolitaine de Turin |      |                             |                                                                |
| Turin                       | ?     | Turin                 |                               |      |                             |                                                                |
| Superga                     | ?     | Superga               |                               |      |                             | Colline à l'est de Turin.                                      |
| Albugnano                   | ?     | Albugnano             |                               |      |                             |                                                                |
| Cocconato                   | ?     | Cocconato             |                               |      |                             |                                                                |
| Tribec (Villadeati)         | ?     | Villadeati            |                               |      |                             |                                                                |
| Grazzano                    | ?     | Grazzano Badoglio     |                               |      |                             |                                                                |
| Lu                          | ?     | Lu                    |                               |      |                             |                                                                |
| Monte                       | ?     | Valenza               |                               |      |                             | Hameau de Monte ou Montevalenza                                |
| Sartirana                   | ?     | Sartirana Lomellina   |                               |      |                             |                                                                |
| Semania                     | ?     | Semiana               |                               |      |                             |                                                                |
| Cergnago                    | ?     | Cergnago              |                               |      |                             |                                                                |
| San Siro                    | ?     | Borgo San Siro        |                               |      |                             |                                                                |
| Besate                      | ?     | Besate                |                               |      |                             |                                                                |
| Rosate                      | ?     | Rosate                |                               |      |                             |                                                                |
| San Pietro Cusico           | ?     | Zibido San Giacomo    |                               |      |                             | Hameau de San Pietro Cusico.                                   |
| Milan                       | ?     | Milan                 |                               |      |                             |                                                                |
| Mirazzano                   | ?     | Peschiera Borromeo    |                               |      |                             | Hameau de Mirazzano                                            |
| Marzano                     | ?     | Merlino               |                               |      |                             | Hameau de Marzano                                              |
| Pandino                     | ?     | Pandino               |                               |      |                             |                                                                |
| Crema                       | ?     | Crema                 |                               |      |                             |                                                                |
| Bressanoro                  | ?     | Castelleone           | Enlevée                       |      | 45° 18′ 41″ N, 9° 45′ 59″ E | Église « Santa Maria in Bressanoro » au hameau de « Le Valli » |
| Soresina                    | ?     | Soresina              |                               |      |                             |                                                                |
| Casalbuttano                | ?     | Casalbuttano ed Uniti |                               |      |                             |                                                                |
| Persico                     | ?     | Persico Dosimo        |                               |      |                             |                                                                |
| Pieve                       | ?     | Gadesco-Pieve Delmona |                               |      |                             |                                                                |
| San Lorenzo                 | ?     | Torre de' Picenardi   |                               |      |                             | Hameau de San Lorenzo de' Picenardi                            |
| Vho                         | ?     | Piadena               |                               |      |                             | Lieu-dit à l'est de Piadena                                    |
| Casatico                    | ?     | Marcaria              |                               |      |                             | Hameau de Casatico                                             |
| Grazie                      | ?     | Curtatone             |                               |      |                             | Hameau de Grazie                                               |
| Mantoue                     | ?     | Mantoue               |                               |      |                             |                                                                |
| Garzedole (Villa Garibaldi) | ?     | Roncoferraro          |                               |      |                             | Hameau de Villa Garibaldi                                      |
| Bonferraro                  | ?     | Sorgà                 |                               |      |                             | Hameau de Bonferraro                                           |
| Sanguinetto                 | ?     | Sanguinetto           |                               |      |                             |                                                                |
| Vigo                        | ?     | Legnago               |                               |      |                             | Hameau de Vigo e Torretta                                      |
| Urbana                      | ?     | Urbana                |                               |      |                             |                                                                |
| Ponso                       | ?     | Ponso                 |                               |      |                             |                                                                |
| Schiavonia                  | ?     | Este                  |                               |      |                             | Hameau de Schiavonia                                           |
| San-Pietro                  | ?     | San Pietro Viminario  |                               |      |                             |                                                                |
| Gorgo                       | ?     | Cartura               |                               |      |                             | Hameau de Gorgo                                                |
| Polverara                   | ?     | Polverara             |                               |      |                             |                                                                |
| Sandon                      | ?     | Fossò                 |                               |      |                             | Hameau de Sandon                                               |
| Gambarare                   | ?     | Mira                  |                               |      |                             | Hameau de Gambarare                                            |
| Venise                      | ?     | Venise                |                               |      |                             |                                                                |

## Secteur Lyon - Avignon
| Tour                           | Forme | Commune                      | Département | État                       | Coordonnées | Remarques                         |
| ------------------------------ | ----- | ---------------------------- | ----------- | -------------------------- | --- | --------------------------------- |
| Lyon préfecture                | ?     | Lyon                         | Rhône       |                            | |                                   |
| Saint-Just No 2 / Lyon Bourbon | ?     | Saint-Just, quartier de Lyon | Rhône       |                            | |                                   |
| Saint-Foy                      | ▲     | Sainte-Foy-lès-Lyon          | Rhône       | Restaurée et fonctionnelle | 45° 44′ 06″ nord, 4° 48′ 08″ est                                                                                    | Inscrit MH                        |
| Irigny                         | ◬     | Irigny                       | Rhône       |                            | 45° 40′ 20″ N, 4° 49′ 24″ E                                                                                         | Située sur l'église               |
| Communay                       | ▲     | Communay                     | Rhône       |                            | 45° 36′ 42″ N, 4° 49′ 58″ E                                                                                         |                                   |
| Seyssuel                       | ▲     | Seyssuel                     | Isère       |                            | 45° 33′ 15″ N, 4° 50′ 57″ E                                                                                         |                                   |
| Le Jardin                      | ▲     | Jardin                       | Isère       |                            | 45° 29′ 16″ N, 4° 53′ 36″ E                                                                                         |                                   |
| Saint-Mamert                   | ▲     | Les Côtes-d'Arey             | Isère       |                            | 45° 26′ 57″ N, 4° 54′ 20″ E                                                                                         |                                   |
| Sonnay                         | ▲     | Sonnay                       | Isère       |                            | 45° 22′ 03″ N, 4° 54′ 05″ E                                                                                         |                                   |
| Anneyron                       | ▲     | Anneyron                     | Drôme       |                            | 45° 15′ 21″ N, 4° 54′ 29″ E                                                                                         |                                   |
| Saint-Bonnet                   | ▲     | Châteauneuf-de-Galaure       | Drôme       |                            | 45° 13′ 45″ N, 4° 56′ 06″ E                                                                                         |                                   |
| Bren                           | ▲     | Bren                         | Drôme       |                            | 45° 09′ 03″ N, 4° 56′ 30″ E                                                                                         |                                   |
| Veaunes                        | ▲     | Veaunes                      | Drôme       |                            | 45° 04′ 23″ N, 4° 55′ 09″ E                                                                                         |                                   |
| Châteauneuf d'Isère            | ▲     | Châteauneuf-sur-Isère        | Drôme       |                            | 45° 00′ 27″ N, 4° 57′ 04″ E                                                                                         |                                   |
| Valence                        | ●     | Valence                      | Drôme       |                            | | Installée sur la tour des Beaumes |
| Étoile                         | ▲     | Étoile-sur-Rhône             | Drôme       |                            | 44° 50′ 44″ N, 4° 53′ 50″ E sur la carte de l'état-major 44° 50′ 36″ N, 4° 53′ 44″ E sur la carte topographique IGN |                                   |
| Livron                         | ●     | Livron-sur-Drôme             | Drôme       |                            | 44° 46′ 08,7″ N, 4° 50′ 46,8″ E                                                                                     |                                   |
| Loriol                         | ▲     | Loriol-sur-Drôme             | Drôme       |                            | |                                   |
| La Champt                      | ▲     | La Coucourde                 | Drôme       |                            | 44° 39′ 09″ N, 4° 48′ 20″ E                                                                                         | Hameau Lachamp                    |
| Savasse                        | ▲     | Savasse                      | Drôme       |                            | |                                   |
| Rac                            | ▲     | Malataverne                  | Drôme       |                            | |                                   |
| La Garde                       | ▲     | La Garde-Adhémar             | Drôme       |                            | |                                   |
| Bollène                        | ▲     | Bollène                      | Vaucluse    |                            | 44° 19′ 23,5″ N, 4° 45′ 42,9″ E                                                                                     |                                   |
| Mornas                         | ●     | Mornas                       | Vaucluse    |                            | 44° 12′ 40″ N, 4° 46′ 32″ E                                                                                         |                                   |
| Orange                         | ▲     | Orange                       | Vaucluse    |                            | |                                   |
| Courthézon                     | ▲     | Courthézon                   | Vaucluse    |                            | |                                   |
| Villeneuve-lès-Avignon         | ●     | Villeneuve-lès-Avignon       | Gard        | Disparue                   | 43° 59′ 36″ N, 4° 48′ 25″ E                                                                                         | Édifice dit "Château Pointu",     |
| Avignon                        | ●     | Avignon                      | Vaucluse    | Disparue                   | | Quartiers ouest d'Avignon         |
| Avignon                        | ◬     | Avignon                      | Vaucluse    | Disparue                   | 43° 57′ 11″ N, 4° 48′ 27″ E                                                                                         | Rocher des Doms                   |

## Secteur Avignon - Toulon
| Tour         | Forme | Commune                   | Département      | État              | Coordonnées                 | Remarques                                   |
| ------------ | ----- | ------------------------- | ---------------- | ----------------- | --------------------------- | ------------------------------------------- |
| Avignon      | ●     | Avignon                   | Vaucluse         | Disparue          | 43° 57′ 11″ N, 4° 48′ 27″ E | Rocher des Doms                             |
| Montfavet    | ◬     | Montfavet                 | Vaucluse         | Disparue          | 43° 56′ 09″ N, 4° 52′ 16″ E | Clocher de l'Église Notre-Dame-de-Bon-Repos |
| Gadagne      | ◬     | Châteauneuf-de-Gadagne    | Vaucluse         | Disparue          | 43° 55′ 44″ N, 4° 56′ 37″ E | Clocher de l'église Saint-Jean-Baptiste     |
| Cavaillon    | ■     | Cavaillon                 | Vaucluse         |                   | 43° 50′ 45″ N, 5° 02′ 02″ E |                                             |
| Orgon        | ●     | Orgon                     | Bouches-du-Rhône |                   | 43° 46′ 06″ N, 5° 02′ 58″ E |                                             |
| Lamanon      | ●     | Lamanon                   | Bouches-du-Rhône |                   | 43° 42′ 16″ N, 5° 05′ 03″ E |                                             |
| Salon        | ▲     | Salon-de-Provence         | Bouches-du-Rhône |                   |                             |                                             |
| Lançon       | ■     | Lançon-Provence           | Bouches-du-Rhône | Restaurée en 2012 | 43° 20′ 02″ N, 5° 05′ 32″ E |                                             |
| Vitrolles    | ■     | Vitrolles                 | Bouches-du-Rhône | Ruines            | 43° 28′ 38″ N, 5° 15′ 09″ E |                                             |
| Les Pennes   | ■     | Les Pennes-Mirabeau       | Bouches-du-Rhône |                   | 43° 23′ 20″ N, 5° 18′ 54″ E |                                             |
| La Pinède    | ■     | Marseille (La Cabucelle?) | Bouches-du-Rhône |                   |                             |                                             |
| Marseille    | ▲     | Marseille (?)             | Bouches-du-Rhône |                   |                             |                                             |
| Saint-Marcel | ●     | Marseille (Saint-Marcel)  | Bouches-du-Rhône | Ruines            | 43° 17′ 55″ N, 5° 28′ 03″ E |                                             |
| Aubagne      | ●     | Aubagne                   | Bouches-du-Rhône | Soubassement      | 43° 16′ 08″ N, 5° 32′ 06″ E |                                             |
| Roquefort    | ▲     | Roquefort-la-Bédoule      | Bouches-du-Rhône |                   | 43° 14′ 53″ N, 5° 38′ 16″ E |                                             |
| Ceyreste     | ▲     | Ceyreste                  | Bouches-du-Rhône | Ruines            | 43° 13′ 44″ N, 5° 39′ 49″ E |                                             |
| La Cadière   | ▲     | La Cadière-d'Azur         | Var              |                   | 43° 10′ 35″ N, 5° 44′ 43″ E |                                             |
| Ollioules    | ▲     | Ollioules                 | Var              |                   | 43° 05′ 28″ N, 5° 30′ 42″ E |                                             |
| Toulon       | ●     | Toulon                    | Var              |                   |                             |                                             |